# Шимон, Кристиан
Кристиан Шимон (венг. Simon Krisztián, 10 июня 1991, Будапешт, Венгрия) — венгерский футболист, полузащитник «Уйпешта». Выступал за сборную Венгрии.

## Клубная карьера

### «Уйпешт»
Саймон сыграл свой первый матч в чемпионате Венгрии в 2009 году против «Залаэгерсег». Он сыграл 1129 минут и забил два мяча в сезоне 2010/11.
3 июля 2012 года Саймон сломал ступню во время тренировки с «Уйпештом».
10 января 2015 года Саймон отказался от предложения клуба «Чарльтон Атлетик». В интервью «Nemzeti Sport» Саймон сказал, что стиль футбольной лиги не подходит ему.

### «Вулверхэмптон Уондерерс»
Саймон присоединился к «волкам» 21 января 2009 года, на правах аренды до мая. В 2010 году он был признан лучшим венгерским футболистом до 19 лет Венгерской футбольной ассоциацией.